# Brayan William Moreira Borges
Brayan William Moreira Borges (nascido em 5 de fevereiro de 1999) é um supervisor, ex-jogador de futebol e político brasileiro, filiado ao Partido Verde (PV). Em 2024, foi candidato a vice-prefeito do município de Fazenda Rio Grande, no estado do Paraná, compondo chapa com a advogada e candidata a prefeita petista Deborah Zanchi. Entre 2020 e 2024, foi presidente da A.B.R.A. (Associação Beneficente).

## Primeiros anos
Brayan William Moreira Borges nasceu no município de Itapejara D’Oeste, no estado do Paraná. Iniciou sua trajetória no esporte durante a adolescência, atuando como meio-campista nas categorias de base de clubes regionais.

## Carreira no futebol
Brayan William Moreira Borges iniciou sua trajetória no futebol nas categorias de base de clubes regionais, atuando como meio-campista.
- Cascavel Futebol Clube (2016): integrou a equipe sub-17, disputando o Campeonato Paranaense Sub-17, participando de 11 partidas e marcando 4 gols.

- Campo Mourão Futebol Clube (2017–2018): transferiu-se para o clube, onde jogou na categoria sub-18, marcando 3 gols em 5 jogos. Foi promovido ao elenco principal em 2018, embora não tenha realizado partidas oficiais.

Após encerrar sua carreira esportiva em 2018, Brayan decidiu dedicar-se à vida empresarial e, posteriormente, à política.

## Desempenho no futebol
| Ano  | Clube                      | Categoria    | Jogos | Gols |
| ---- | -------------------------- | ------------ | ----- | ---- |
| 2016 | Cascavel Futebol Clube     | Sub-17       | 11    | 4    |
| 2017 | Campo Mourão Futebol Clube | Sub-18       | 5     | 3    |
| 2018 | Campo Mourão Futebol Clube | Profissional | 0     | 0    |

## Carreira política

### Candidatura a vereador (2020)
Em 2020, Borges concorreu ao cargo de vereador pelo Partido dos Trabalhadores (PT) no município de Fazenda Rio Grande. Obteve 31 votos (0,06 %) e não foi eleito.

### Candidatura a vice-prefeito (2024)
Em 2024, foi oficializado como candidato a vice-prefeito pelo Partido Verde (PV), em chapa liderada pela advogada Deborah Zanchi, do Partido dos Trabalhadores (PT). A coligação foi formada pela Federação Brasil da Esperança, composta por PT, PCdoB e PV.
Inicialmente, a candidatura foi indeferida pela Justiça Eleitoral, mas a decisão foi revertida pelo Tribunal Regional Eleitoral do Paraná, permitindo sua participação no pleito.
No pleito realizado em 6 de outubro de 2024, a chapa Zanchi–Borges recebeu 2.521 votos (4,31 % dos válidos), ficando em terceiro lugar entre quatro candidaturas.

## Declaração de bens
Segundo informações divulgadas pela imprensa local, nem Brayan Borges nem Deborah Zanchi declararam bens à Justiça Eleitoral em 2024.

## Desempenho eleitoral
| Ano  | Cargo         | Município               | Resultado  | Votos          |
| ---- | ------------- | ----------------------- | ---------- | -------------- |
| 2020 | Vereador      | Fazenda Rio Grande (PR) | Não eleito | 31 (0,06 %)    |
| 2024 | Vice-prefeito | Fazenda Rio Grande (PR) | Não eleito | 2.521 (4,31 %) |

Brayan William Moreira Borges é um político brasileiro que iniciou sua carreira como candidato a vereador em 2020.
Em 2024, Brayan concorreu ao cargo de vice-prefeito.
No entanto, a Justiça Eleitoral rejeitou pedidos de registro de alguns candidatos a vice-prefeito, o que incluiu situações relatadas nas eleições.
As eleições municipais em Fazenda Rio Grande em 2024 tiveram grande repercussão, com diversos candidatos disputando o pleito.
Um levantamento detalhado apresentou um raio-X dos candidatos e suas propostas.
Além disso, os patrimônios declarados dos candidatos foram divulgados, trazendo maior transparência ao processo.